# Centro de Tecnología McLaren

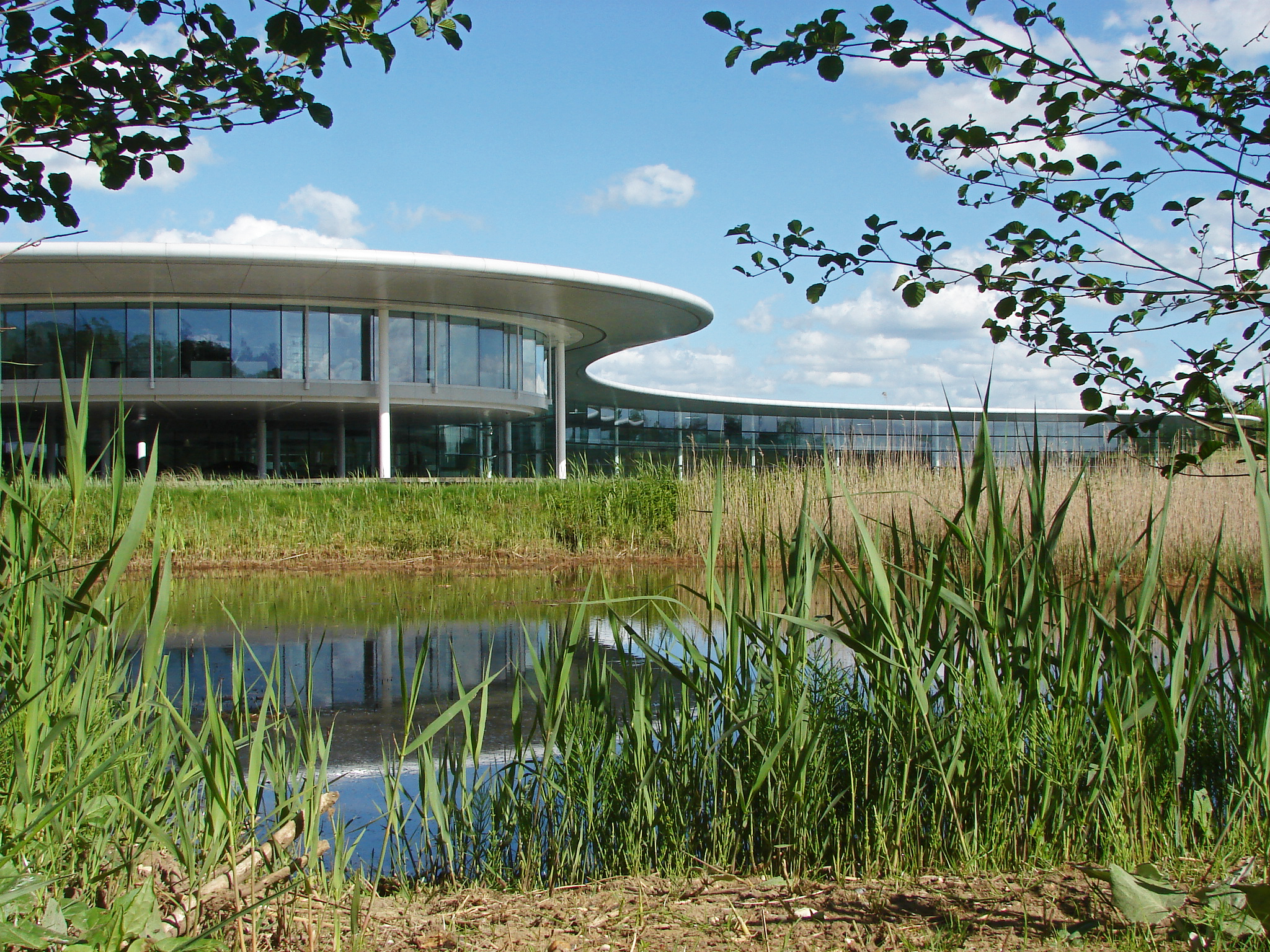
Centro de Tecnología McLaren.

El Centro de Tecnología McLaren es la sede del Grupo McLaren y sus filiales, ubicada en un terreno de 500.000 m2 (50 ha), en Woking, (Surrey, Inglaterra).El complejo consta de dos edificios: el Centro de Tecnología McLaren original, que actúa como la sede principal del grupo, y el Centro de Producción McLaren, que es el más nuevo y se utiliza principalmente para la fabricación de automóviles McLaren Automotive.
El edificio principal es grande, aproximadamente semicircular, con paredes de vidrio, y ha sido diseñado por el arquitecto Norman Foster y su empresa, Foster + Partners. El edificio fue preseleccionado para el Premio Stirling en 2005, aunque ese año finalmente ganó el premio el edificio del Parlamento escocés. En 2015, en el Centro Tecnológico trabajaban alrededor de unas 1 500 personas. El Centro Tecnológico alberga varias empresas del Grupo McLaren: McLaren Racing, McLaren Automotive... También fue el escenario principal de la caricatura de McLaren, Tooned.
En 2011, el tamaño del centro se duplicó después de que se construyera un segundo edificio, el Centro de Producción de McLaren. McLaren también está planeando una ampliación de este edificio para utilizarlo como centro de tecnología aplicada, así como para albergar un nuevo túnel de viento y un simulador de piloto para McLaren.El túnel de viento entró en funcionamiento en octubre de 2023.
El 20 de abril de 2021, Global Net Lease, Inc., anunció que había acordado adquirir la sede central de McLaren Group en una transacción de venta con arrendamiento posterior por 170 millones de euros. Se espera que la transacción se cierre en el segundo trimestre de 2021 e incluirá un arrendamiento de 20 años sin obligaciones del propietario. Se dice que McLaren Group buscó el acuerdo de venta y arrendamiento para ayudar a generar un impulso financiero, ya que le permite capitalizar las instalaciones expansivas en Woking y luego reinvertir ese dinero en las operaciones principales de la compañía.en Woking, Surrey, Inglaterra.